# 22.11.63
«22.11.63» — американський науково-фантастичний мінісеріал, створений за мотивами науково-фантастичного роману Стівена Кінга «11/22/63» (буквально "22 листопада 1963 року"). Прем'єра відбулася 15 лютого 2016 року. Виконавчими продюсерами виступили Джей Джей Абрамс, Стівен Кінг, Бриджет Карпентер, Браян Бьорк.

## Синопсис
Учителю англійської (Джеймс Франко) надається шанс повернутись у часі в 1960 рік і спробувати зупинити вбивцю Джона Кеннеді.

## У ролях
| Актор          | Роль                     |
| -------------- | ------------------------ |
| Джеймс Франко  | Джейк Еппінг/Емберсон    |
| Кріс Купер     | Ел Темплтон              |
| Сара Гадон     | Сейді Дангіл             |
| Кевін О'Коннор | Кайл/Містер Жовта Картка |
| Джош Демел     | Френк Даннінг            |
| Леон Ріппі     | Гаррі Даннінг            |
| Джордж Маккей  | Білл Теркотт             |
| Деніел Веббер  | Лі Гарві Освальд         |
| Люсі Фрай      | Марина Освальд           |
| Черрі Джон     | Маргарита Освальд        |
| Т. Р. Найт     | Джонні Клейтон           |
| Бруклін Судано | Крісті                   |

## Серії
| № | Назва                                                                      | Режисер          | Сценарист                          | Дата виходу в США | ProdCode      |
| --- | -------------------------------------------------------------------------- | ---------------- | ---------------------------------- | ----------------- | ------------- |
| 1 | «Кроляча Нора» «The Rabbit Hole»                                           | Кевін Макдональд | Бріджет Карпентер                  | 15 лютого 2016    | 4X6451/4X6452 |
| Власник кафе Ел Томпсон розкриває таємницю часового порталу у жовтень 1960 року своєму другу, вчителю Джейку Еппінгу. Помираючи від раку, Ел просить Джейка здійснити мандрівку в часі у 1960 рік та запобігти вбивству Джона Кеннеді. |                                                                            |                  |                                    |                   |               |
| 2 | «Кривавий забій» «The Kill Floor»                                          | Фред Туа         | Квінтон Піплз                      | 22 лютого 2016    | 4X6453        |
| Джейк розпочинає нове життя у 1960 році і береться за розслідування вбивства Кеннеді. Він перевіряє можливість змінити минуле, намагаючись перешкодити вбивству сім'ї одного із своїх майбутніх студентів. |                                                                            |                  |                                    |                   |               |
| 3 | «Інші голоси, інші кімнати» «Other Voices, Other Rooms»                    | Джеймс Стронґ    | Браян Нельсон                      | 29 лютого 2016    | 4X6454        |
| Із допомогою Білла Теркотта Джейк переїжджає у Форт-Ворт та отримує роботу у місцевій школі маленького містечка Джоді, де заводить знайомство із новою працівницею бібліотеки Сейді Данхіл. Джейк і Білл стежать за Лі Гарві Освальдом, який зовсім нещодавно повернувся із СССР. |                                                                            |                  |                                    |                   |               |
| 4 | «Очі Техасу» «The Eyes of Texas»                                           | Фред Туа         | Квінтон Піплз та Бріджет Вілсон    | 7 березня 2016    | 4X6455        |
| Освальд тренується у складанні снайперської гвинтівки та робить із нею фотографію. Джейк і Білл стежать за Освальдом і Джорджем в готелі Шемрок, але справи йдуть наперекіс. Міс Мімі вступає у конфлікт із Джейком через його вигадане ім'я, змушуючи того придумати неправдиву історію для прикриття. Сейді знаходить записи розмов Освальда у будинку Джейка. |                                                                            |                  |                                    |                   |               |
| 5 | «Істина» «The Truth»                                                       | Джеймс Франко    | Бріджет Карпентер                  | 14 березня 2016   | 4X6456        |
| Джейк і Білл вирішили перевірити чи стріляв Освальд в генерала Уолкера самостійно. Однак втручається Час, відволікаючи Білла міражом його сестри. Тим часом Джонні вимагає, щоб Джейк прийшов до будинку Сейді, де він взяв її в заручники. Джейк і Сейді осліплюють та убивають Джонні. Пізніше в лікарні Джейк розкриває Сейді всю правду про себе, хто він такий і звідки, та зізнається їй в коханні. |                                                                            |                  |                                    |                   |               |
| 6 | «Із днем народження, Лі Гарві Освальд» «Happy Birthday, Lee Harvey Oswald» | Джон Девід Коулз | Бріджет Карпентер                  | 21 березня 2016   | 4X6457        |
| Джейк продовжує свою місію, однак події починають розвиватись не так, як він того хотів. Непередбачуване зближення Білла та Марини стає причиною того, що на вечірці з нагоди дня народження Освальда п'яний Білл розриває перебування одного із мікрофонів. І хоча Освальд вважає, що за цим всім стоїть ФБР, Джейк таки змушений ізолювати Білла в психлікарні. У лікарні, де Сейді чекає на пластичну операцію, Джейк помічає підозрілого незнайомця, якого раніше зустрічав біля порталу, і ледь встигає відмінити операцію, так як у лікарів поламався апарат штучного дихання. Сейді залишається із шрамом на обличчі, а на Джейка нападають букмекери, які незадоволені його недавнім виграшем і жорстко б'ють. |                                                                            |                  |                                    |                   |               |
| 7 | «Хлопчик-солдат» «Soldier Boy»                                             | Джеймс Кент      | Бріджет Карпентер та Квінтон Піплз | 28 березня 2016   | 4X6458        |
| Через побої Джейк частково втрачає пам'ять і це стає причиною трагедії. По — перше, він забув, як звати вбивцю Кеннеді, а по — друге, поки Джейк лежав у лікарні, Білл зійшов з розуму через лікування і закінчив життя самогубством. Тим часом Освальд приходить із листом у ФБР та розпочинає там скандал. Сейді возить Джейка по знайомих йому місцях і одного разу вони випадково потраплять в гості до Освальда. Згадавши, хто його ціль, Джейк знову повертається до своєї місії. Спочатку він намагається викрасти гвинтівку Освальда, але той вже вирушив до Техаського книгосховища, біля якого повинен проїхати президентський кортеж. Джей і Сейді спішать туди. |                                                                            |                  |                                    |                   |               |
| 8 | «Той самий день» «The Day in Question»                                     | Джеймс Стронг    | Бріджет Карпентер                  | 4 квітня 2016     | 4X6459        |
| Президентський кортеж наближається, Джейк і Сейді спішать у книгосховище, але минуле не бажає мінятись. На їхній дорозі з'являються раптово зламані автомобілі, аварії, міражі померлих людей, але Джейк та Сейді таки наздоганяють Освальда. Відволікшись, той не потрапляє у ціль із першого разу і машина з Кеннеді благополучно проїжджає далі. Відбувається бійка, під час якої Джейк вбиває Освальда, але той встигає смертельно поранити Сейді. ФБР арештовує Джейка, але, розібравшись в ході подій, агент Хості дозволяє Джейку, якому по телефону подякув сам президент, піти. Джейк знову приїжджає в Мен, проходить крізь портал і потрапляє в Америку, зруйновану атомною війною, яку спровокував Кеннеді і його наступник Уоллес. Знаючи, що мандрівка в минуле обнулить всі зміни, Джейк знову вирушає в 1960 рік, але тільки для того, щоб вернутись в те теперішнє, в якому колись жив. |                                                                            |                  |                                    |                   |               |

## Розробка
12 серпня 2011 року, до опублікування роману, було оголошено, що Джонатан Деммі розпочав написання, продюсування та режисерування кіноадаптації 11/22/63, виконавчим продюсером якої виступатиме Стівен Кінг. Проте 6 грудня 2012 року Деммі оголосив, що він вибув із проєкту після суперечок з Кінгом, щодо сценарію.
26 квітня 2013 року було повідомлено, що Warner Bros. Television і компанія Джей Джей Абрамса Bad Robot Productions ведуть переговори за право адаптувати роман як серіал або мінісеріал.
22 вересня 2014 року було оголошено, що стрімінговий сервіс Hulu почав виробництво телесеріалу за романом. А Керол Спайєр буде художником-постановником. Перший трейлер серіалу показали 19 листопада 2015 року.

## Зйомки
Зйомки розпочались 9 червня 2015 року в м. Геспелер, Онтаріо. Протягом червня зйомки проводились у Гвелфі, Ейрі й Таверні Королеви та в Гамільтоні, Онтаріо протягом вересня 2015. На початку жовтня зйомки перемістились до Далласа, щоб зафільмувати екстер'єр в районі Ділі Плаза.

## Переклад українською
Українською мовою серіал озвучила творча спільнота «Струґачка».